# Фанстиль, Сергей Георгиевич
Сергей Георгиевич Фанстиль (р. 29 сентября 1884 — 12 июля 1949) — офицер Российской империи и Литвы, землевладелец в Шанчяй (Žemieji Šančiai) и Петрашюнай (Petrašiūnai), а также меценат.

## Биография
Был потомком голландца, которому из-за близости того к царской семье были пожалованы земли в Ковенской губернии.
Учился в императорской гимназии Санкт-Петербургского университета, но не окончил её. В 1906 году женился на дворянке Евгении Чодецкой. У них было трое детей — дочь Галина и сыновья Игорь и Олег.
С 1908 года поселился в родовой усадьбе в Нижнем Шанчяе. Служил в Каунасе в автомобильном подразделении. В 1915 году в звании прапорщика принял на себя командование подразделением. Основал церковно-приходскую школу, где учились дети офицеров гарнизона. В годы Первой мировой войны служил в 3-м Петровском дивизионе инженерных войск. По окончании войны вернулся в Литву.
В 1919—1924 гг. служил в литовской армии, где 30 января 1919 года по приказу министерства обороны были созданы инженерные войска. Как и многие другие молодые военнослужащие, русские и литовские военные офицеры были направлены туда добровольцами. В их числе был и Сергей Фанстиль, на которого по его просьбе была возложена ответственность за формирование автомобильного отряда. Благодаря его усилиям были добыты немецкие военные автомашины. Часть людей, ожидавших отбытия в Германию, охотно продавали свои автомобили, а также машины доставлялись из тогдашнего Кёнигсберга. Таким образом парк машин вырос до 60 грузовиков и 20 легковых автомашин, а отряд стал батальоном, при котором лейтенант Фанстиль организовал авторемонтную мастерскую. Считается, что он первым в Каунасе приобрёл и ездил на личном автомобиле. В феврале 1920 года во время бунта в гарнизоне Панемуне Фанстиль на бронемобиле выехал на мост и принимал участие в подавление беспорядков. За решительные действия в чрезвычайной ситуации он был награждён крестом Витиса.
Сергей Фанстиль был довольно состоятельным человеком, так как сохранял все права на свои земли и богатства. В межвоенный период он начал массовую продажу своих земель в Шанчяе. В это же время началась земельная реформа. Также он занимался благотворительной деятельностью: финансировал строительство в Каунасе православного храма Пресвятой Богоматери, пожертвовал участок земли Шанчайскому кладбищу, оплатил натуралисту Тадасу Иванаускасу экспедицию в Бразилию. Принимал участие в жизни своего сына Игоря, молодого ветеринара.
В 1940 году семья Фанстиля была репрессирована и сослана в Сибирь. Благодаря тому, что в своё время он являлся богатым и влиятельным человеком, а также меценатом и офицером, Фанстиль смог укрыться от Советских властей в уединённом месте Кайшядорского района, а построив хижину на берегу озера он стал работать в рыболовной артели. Там он умер в 1949 году. Был похоронен в семейной могиле на кладбище в Нижнем Шанчяе.
Именем Сергея Фанстиля названа одна из улиц в деревне Рокай (лит. Rokai) Каунасского районного самоуправления.